# Craniotomie
Een craniotomie is een chirurgische ingreep waarbij een stuk van de schedel tijdelijk wordt verwijderd om zo bij het brein te kunnen. Craniotomieën zijn vaak noodzakelijk voor patiënten met laesies of traumatisch hersenletsel. Daarnaast kan de procedure worden gebruikt om diepe hersenstimulators te implanteren ter behandeling van de ziekte van Parkinson, epilepsie en intentietremor.
De procedure wordt ook gebruikt in de neurowetenschap ten behoeve van het maken van extracellulaire opnames en weergave van de hersenen. Daarnaast wordt het gebruikt voor neurologische manipulaties, zoals elektrische stimulatie en chemische titratie. De procedure wordt verder gebruikt om hersenweefsel te kunnen verwijderen wanneer dit nodig is.
Een craniotomie is niet hetzelfde als een craniëctomie (een procedure waarbij het stuk schedel niet direct wordt teruggeplaatst, zodat de hersenen naar buiten kunnen opzwellen, ter voorkoming van intracraniële druk). Ook schedeltrepanatie verschilt van craniotomie, aangezien daarbij een gat wordt geboord door de schedel tot aan het harde hersenvlies.

## Procedure

Diagram van de verschillende elementen van een craniotomie.

De craniotomie wordt normaal gesproken uitgevoerd onder algehele verdoving, maar het is ook mogelijk de operatie uit te voeren met lokale verdoving, terwijl de patiënt wakker is. Meestal brengt de procedure geen groot ongemak met zich mee. Vaak wordt er voorafgaande aan de craniotomie een MRI-scan uitgevoerd, zodat de chirurg een beeld heeft van het hoofd van de patiënt dat hij kan gebruiken ter referentie tijdens de operatie. De grootte van het stuk schedel dat moet worden verwijderd, hangt af van het soort operatie dat wordt uitgevoerd. Het stuk bot wordt vervangen met titanium platen en schroeven of een ander soort bevestiging (draad, hechting, etc.).

## Complicaties
Hersenvliesontsteking ten gevolge van een bacterie of virus komt voor in tussen de 0,8 en 1,5% van de gevallen. Matige tot ernstige pijn na de operatie komt zeer vaak voor. Om de pijn te bestrijden, of deze in ieder geval te verminderen, worden de zenuwen in de hoofdhuid soms geblokkeerd. Daarnaast wordt medicatie, waaronder parecoxib en morfine, gebruikt. Morfine is de meest effectieve pijnbestrijder.
Volgens een wetenschappelijk artikel gepubliceerd in het Journal of Neurosurgery is uit meerdere klinische studies gebleken dat "het risico voor hersenvliesontsteking samenhangt met het gebruik van steroïden voor, tijdens en na de operatie en het laten leeglopen van de ventrikels". Uit de 334 procedures die de onderzoekers hebben uitgevoerd, bij zowel mannen als vrouwen, bleek dat traumatisch hersenletsel de voornaamste reden was voor bacteriële hersenvliesontsteking. Ten minste 40% van de patiënten kreeg een of meer infecties.
De huid is van bijzonder belang in het voorkomen van infecties, aangezien dit een extern orgaan is. Wanneer iemand krabt op de plek van de operatie, kan er een infectie ontstaan doordat er geen barrière is tussen de open lucht en de wond.
Naast krabben, zijn doorzitplekken en het weefsel rond de wond bijzonder gevoelig voor infecties.
Het is verder gebruikelijk patiënten tot zeven dagen na de operatie anti-epileptica te geven. Vroeger was dit altijd fenytoïne, maar tegenwoordig wordt levetiracetam vaker gebruikt, aangezien er kleinere risico's zijn voor medicatieinterferentie.